# Caisse de dépôt et placement du Québec
Die Caisse de dépôt et placement du Québec, abgekürzt CDPQ, auf Deutsch übersetzt ungefähr Einlage- und Anlagekasse Québec, ist ein institutioneller Anleger, der in der kanadischen Provinz Québec das Vermögen mehrerer öffentlicher und halbprivater Rentenkassen, Sozialversicherungen, Unfallversicherungen und Sachversicherungen verwaltet. Die 1965 unter der Regierung von Jean Lesage gegründete Gesellschaft ist nach dem Canada Pension Plan der zweitgrößte Rentenversicherer Kanadas. Am 30. Juni 2015 verwaltete die CDPQ ein Nettovermögen von 240,8 Milliarden kanadischen Dollar, die hauptsächlich in Kanada, aber auch in anderen Regionen der Welt investiert waren. Im Dezember 2018 wurden bereits 309,5 Milliarden kanadische Dollar verwaltet. Die CDPQ hat ihren Hauptsitz in Québec im Édifice Price und ihre Hauptgeschäftsstelle im Centre CDP Capital in Montréal.

## Geschichte

### Gründung und Wachstum
Die Caisse de dépôt et placement du Québec wurde am 15. Juli 1965 aufgrund eines Beschlusses der Nationalversammlung von Québec gegründet – mit dem Zweck, das Vermögen der öffentlichen Rentenversicherung von Québec, dem Quebec Pension Plan, zu verwalten. In den folgenden Jahren wurden der CDPQ die Vermögen weiterer Institutionen anvertraut, die unten aufgeführt sind. In der Klammer steht jeweils das Jahr der Übernahme der Vermögensverwaltung:
- Régime supplémentaire de rentes pour les employés de l’industrie de la construction du Québec (1970)
- Régime de retraite des employés du gouvernement et des organismes publics (1973)
- Régime de retraite du personnel d’encadrement (1973)
- Fonds de la santé et de la sécurité du travail (1973)
- Fonds d'assurance automobile du Québec (1987)
- Fonds d’amortissement des régimes de retraite (1994)

Anfänglich konzentrierte sich die CDPQ auf Anleihen, bevor sie 1967 in den kanadischen Aktienmarkt eintrat. Im Jahre 1971 stellte sie ein eigenes Beteiligungs-Portfolio zusammen, das in Unternehmen im Raum Québec investierte. Seit 1974 verwaltet CDPQ das größte kanadische Aktienportfolio.
Zwischen 1975 und 1984 übernahm die CDPQ neue Anlagerichtlinien, die verstärkt auf Aktien setzen und auch in den Immobilienmarkt investieren. Sie erwarb 1983 ihr erstes Bürogebäude und kaufte erstmals an ausländischen Börsen Aktien. Im Jahr 1984 tätigte sie ihre ersten ausländischen nicht-börsennotierten Investitionen.
1989 erwarb die CDPQ Ivanhoé Cambridge, die Immobilien-Abteilung der Supermarktkette Steinberg's, die hauptsächlich Einkaufszentren besitzt, und diversifizierte ihr Immobilienportfolio mit Investitionen im Ausland. 1986 erreichte das gesamte verwaltete Vermögen 28 Milliarden kanadische Dollar.
1996 wurde die CDPQ-Immobiliengruppe der größte Immobilienbesitzer in der Provinz Québec und der zweitgrößte Kanadas. Im folgenden Jahr konnte dank Gesetzesänderungen den Aktienanteil ihrer Anlagen von 40 % auf 70 % erhöht werden. Ab 2003 erlangte die CDPQ die besten Ratings für kurz- und langfristige Verpflichtungen von den Ratingagenturen Moody’s Investors Service, Standard & Poor’s und DBRS.
2005 und 2006 erwarb die CDPQ ihre ersten großen Infrastruktur-Beteiligungen durch Investitionen in ausländischen Flughäfen. Im nächsten Jahr kaufte sie zusammen mit Partnern den Legacy-Hotels Real Estate Investment Trust (REIT), der Besitzer des renommierten Luxushotels Château Frontenac in der Stadt Québec ist. Im Jahr 2007 wurde die CDPQ aufgrund ihrer Ergebnisse für das vierte Jahr in Folge im ersten Viertel der großen kanadischen Rentenkassen rangiert.
2008 verlor die CDPQ durch die Finanzkrise 39,8 Milliarden Dollar und erwirtschaftete einen negativen Kapitalertrag von 26 %. Dieses Jahr gilt als das schlechteste der 43-jährigen Geschichte der CDPQ und übertraf das Jahr 2002, als sie einen negativen Kapitalertrag von 9,4 % erwirtschaftet hatte. Laut Jahresbericht 2008 wurden im schlechten Geschäftsjahr keine Boni ausbezahlt. Die CDPQ durchlief danach eine umfassende Umstrukturierung. CEO Henri-Paul Rousseau übernahm die Führung und verhandelte die Umwandlung der Anlagen in besicherte Geldmarktpapiere (ABCP) in langfristige Anleihen. Wichtige Akteure vereinbarten, eine Zwangsliquidation der CDPQ zu verhindern, da dies sonst zu einem Verlust von 20 Milliarden Dollar geführt hätte. Der daraus resultierende Accord de Montréal wurde als Erfolg gewertet und der Verlust von 2008 konnte in den folgenden Jahren fast vollständig getilgt werden. Im Nachlauf der Finanzkrise implementierte die CDPQ eine Reihe von Maßnahmen zur Unterstützung der Langzeitperformance. Es ging namentlich um eine Effizienzsteigerung, um die Ausrichtung auf die Kernkompetenzen und eine Stärkung des Risikomanagements.
Im Juli 2015 zählte die CDPQ 32 Einleger und hielt ein diversifiziertes Portfolio mit festverzinslichen Wertpapieren, börsennotierten Aktien, Immobilieninvestments und nicht-börsennotierten Anlagen. Die CDPQ gilt als Aktionär von mehr als 4.000 Unternehmen in Québec, in Kanada und auf der ganzen Welt als ein führender institutioneller Investor.
Im Jahr 2020 verkaufte der Entwickler Orsted eine 50%ige Beteiligung am Offshore-Windpark Greater Changhua 1 an die CDPQ und Cathay PE für 2,7 Mrd. USD.

### Vorsitzende
- 1966–1973: Claude Prieur
- 1973–1980: Marcel Cazavan
- 1980–1990: Jean Campeau
- 1990–1995: Jean-Claude Delorme et Guy Savard
- 1995–2002: Jean-Claude Scraire
- 2002–2008: Henri-Paul Rousseau
- 2008–2009: Richard Guay
- 2009-: Michael Sabia

## Mandat und Unabhängigkeit
Im Jahr 2005 wurde der Artikel 4 der CDPQ-Statuten ergänzt, um das Mandat der Institution näher auszuführen. Die deutsche Übersetzung hat ungefähr folgenden Wortlaut:

4.1. Der Auftrag des Fonds ist es, wie vom Gesetz vorgesehenen Gelder zur Anlage zu erhalten und diese im Rahmen der vom Einleger festgelegten Anlagestrategie mit Blick auf eine optimale Kapitalrendite zu verwalten, wobei gleichzeitig ein Beitrag zur wirtschaftlichen Entwicklung Québecs geleistet werden soll.

Im Juni 2015 wurden die Statuten weiter ergänzt, um zu bestimmen, dass die CDPQ mit voller Unabhängigkeit in Übereinstimmung mit den Statuten handeln kann.

## Organisation
Der Verwaltungsrat der Caisse de dépôt et placement du Québec kann bis zu 15 Mitglieder haben, zwei Drittel von ihnen müssen unabhängig sein. Er wird von seinem Vorsitzenden, dem Präsidenten und CEO, dem Anlegervertreter und den unabhängigen Mitgliedern gebildet. Der Verwaltungsrat ist für die Festlegung der Hauptausrichtungen CDPQ zuständig und stellt sicher, dass die CDPQ nach den gültigen Rechts- und Verwaltungsvorschriften handelt. Die Position des Verwaltungsratsvorsitzenden ist getrennt von derjenigen des Präsidenten und CEO.
Die Provinzregierung von Québec ernennt die Mitglieder des Verwaltungsrats nach Rücksprache mit dem Vorstand. Der Verwaltungsrat der CDPQ hat ein Kompetenz- und Erfahrungsprofil für die unabhängigen Verwaltungsräte definiert.
Der Exekutivausschuss besteht aus dem Präsidenten und CEO sowie den leitenden Angestellten der verschiedenen Geschäftsbereiche der CDPQ.

### Tochtergesellschaften
Die Caisse de dépôt et placement du Québec hat drei Tochtergesellschaften: Ivanhoé Cambridge, Otéra Capital und CDPQ Infra.

## Anlagen

### Typ
Das Portfolio von CDPQ ist in vier Anlagen-Hauptkategorien aufgeteilt:
- Fest-verzinsliche Anlagen
  - Anleihen
  - Staatsanleihen
  - kurzfristige Investitionen
  - langfristige Anleihen
- Inflationssensible Anleihen
  - Immobilien
  - Infrastruktur
  - Real Return Bonds
- Aktien
  - Weltweite Qualitätsaktien
  - Kanadische Aktien
  - Aktien aus Schwellenländern
  - US-Aktien
  - Europäische, australische und fernöstliche Aktien
  - nicht-börsennotierte Beteiligungen
- andere Anlagen

### Geografische Aufteilung
Die nachfolgende Tabelle zeigt die geografische Aufteilung des Gesamtportfolios von CDPQ, basierend auf den Ländern, wo sich die Hauptgeschäftsaktivität der Schuldner befindet. Bei Immobilien wurde der geografische Standort der Objekte als Referenz genommen:
| Region          | 2021  | 2013  |
| --------------- | ----- | ----- |
| Kanada          | 26 %  | 53 %  |
| USA             | 44 %  | 21 %  |
| Europa          | 13 %  | 14 %  |
| andere Regionen | 17 %  | 12 %  |
| Gesamt          | 100 % | 100 % |

## Haupteinleger
- Régime de retraite des employés du gouvernement et des organismes publics
- Régie des rentes du Québec
- Ministère des Finances, Government of Québec
- Commission de la santé et de la sécurité du travail
- Société de l'assurance automobile du Québec